# مدیریت بهره‌وری
مدیریت بهره‌وری (به انگلیسی: Utilization management) یا بازبینی بهره‌وری (Utilization review)، استفاده از تکنیک‌های مراقبت مدیریت‌شده مانند مجوز اولیه است که به پرداخت‌کنندگان، به‌ویژه شرکت‌های بیمه سلامت، اجازه می‌دهد تا هزینه مزایای مراقبت‌های بهداشتی را با ارزیابی مناسب بودن آن، پیش از ارائه با استفاده از معیارهای مبتنی بر شواهد و دستورالعمل‌ها مدیریت کنند.